# 沖悠央
沖 悠央（おき ゆうおう、You-oh Oki）は、日本のレコーディング・エンジニア。神奈川県茅ヶ崎市出身。株式会社You-nison代表取締役。

## 来歴
2012年に音楽制作チーム「SCRAMBLES（スクランブルズ）」に加入。以後、レコーディング・ミキシングエンジニアとして、SCRAMBLESが製作するほぼ全曲を担当した。
また、作曲家としても活動し、メジャーアーティストに提供した作品も多数。
2023年7月にSCRAMBLESを退社,8月に「株式会社You-nison」を設立した。

## 主な制作アーティスト
※レコーディング・ミキシング等を担当
- BiSH
- BiS
- EMPiRE
- GANG PARADE
- 豆柴の大群
- ASP
- PEDRO
- 新しい学校のリーダーズ
- TEAM SHACHI
- 超ときめき♡宣伝部
- ばってん少女隊
- 高橋李依
- JUNNA
- DISH
- 超学生
- 96猫
- ZOC
- あゆみくりかまき
- 寺島拓篤
- BAND-MAID
- 坂口有望
- halca
- でんぱ組.inc
- プー・ルイ
- 鈴木みのり
- さなり
- メレンゲ
- 中川翔子
- 柏木由紀
- 鞘師里保
- 香取慎吾